# Marga López
Catalina Margarita López Ramos (San Miguel de Tucumán, 21 de junio de 1924-Ciudad de México, 4 de julio de 2005), conocida como Marga López, fue una actriz mexicana nacida en Argentina.

## Biografía y carrera

### 1924-1945: primeros años
Catalina Margarita López Ramos nació el 21 de junio de 1924 en San Miguel de Tucumán, Argentina, siendo hija de Pedro López Sánchez y Dolores Ramos Nava. Tuvo seis hermanos, Juan, Miguel, Dolores, Pedro, María y Manuel López Ramos. Al crecer, este último se convirtió en un guitarrista y concertista reconocido en México, que llegó a ser considerado como un impulsor de la cultura guitarrística en el antedicho país.
En su infancia transcurrida en Tucumán y al lado de sus hermanos, formaron un grupo musical llamado «Los Hermanitos López». En 1936, la agrupación inició una gira por toda América Latina, incluido México, donde conoció a Carlos Amador Martínez, un productor, director de cine y empresario mexicano, con quien se casó en 1941. Tras esto, decidió emigrar y establecerse en México en 1942, donde vivió por el resto de su vida.

### 1945-1956:Época de Oro del cine mexicano
Amador la introdujo al cine, haciéndola debutar como actriz en 1945 con un pequeño papel como extra en la película El hijo desobediente. Dicha cinta fue producida durante el transcurso de la Época de Oro del cine mexicano, lo que llevó a López a convertirse en una de las actrices en formar parte de dicho periodo en la cinematografía mexicana. De la mencionada época, destacó por su participación en películas como Los tres García (1946), Soledad (1947), Salón México (1949), Medianoche (1949), Muchachas de uniforme (1951), Un rincón cerca del cielo (1952), La entrega (1954), Una mujer en la calle (1955), y La tercera palabra (1956). 

### 1956-1979: cine y vida posterior
Cuando el antedicho periodo cinematográfico concluyó en 1956, pasó a formar parte de otra etapa de la cinematografía mexicana que duró de 1957 a 1975, destacada por los diversos temas que sus películas tocaban, especialmente contenidos que eran considerados tabúes en la Época de Oro. De esta fase, algunos de los filmes que le dieron notoriedad incluyeron Nazarín (1959), La edad de la inocencia (1962), Cri Cri el grillito cantor (1963), El pecador (1965), Juventud sin ley (1966), Tiempo de morir (1966), Corona de lágrimas (1968), La agonía de ser madre (1970), y El profe (1971). De ese tiempo igualmente se desprendieron películas en las que actuó como Hasta el viento tiene miedo (1968), La muñeca perversa (1969), El libro de piedra (1969), y Doña Macabra (1972), que por ser relacionadas al género de terror, la establecieron como una reina del grito, una de las pocas actrices mexicanas en obtener esta denominación.
Aunado a todo esto, durante ese tiempo López y Amador se divorciaron en fecha desconocida, pero volvieron a casarse en 1961, antes de separarse otra vez en fecha desconocida. Con Amador procreó a sus dos hijos, Carlos y Manuel.

### 1979-2004: proyectos en televisión
Dándole una renovación a su carrera y permaneciendo así hasta el final de la misma, a finales del siglo XX y principios de los dos mil, participó en varias telenovelas, de entre las cuales destacan Añoranza (1979), Lazos de amor (1995-96), El privilegio de amar (1998), La casa en la playa (2000), Carita de ángel (2000), Entre el amor y el odio (2002), y Bajo la misma piel (2003-04). Esta última producción se convirtió en su último trabajo como actriz, antes de fallecer el 4 de julio de 2005 en Ciudad de México, a causa de varias enfermedades.

## Muerte
El 4 de julio de 2005, López falleció en Ciudad de México a los 81 años de edad, a causa de hiperkalemia, insuficiencia renal aguda, neumonía de focos múltiples, y bronquioalveolitis obliterante. Su acta de defunción menciona que su nacionalidad era únicamente mexicana. Su cuerpo fue cremado en el Panteón Español, ubicado en la misma ciudad, y sus cenizas fueron llevadas a descansar al nicho familiar dentro de la iglesia Parroquia Nuestra Señora de la Esperanza, localizada también en la ciudad.

## Filmografía

### Cine

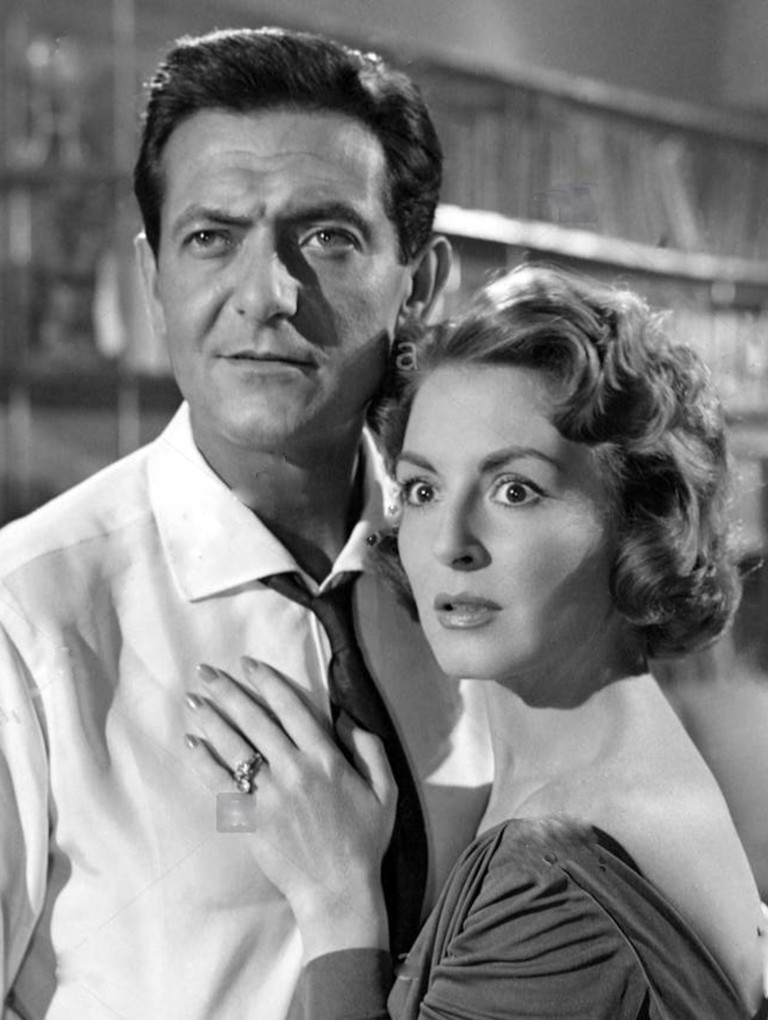
Con Alberto Closas, en Navidades en junio (1960).

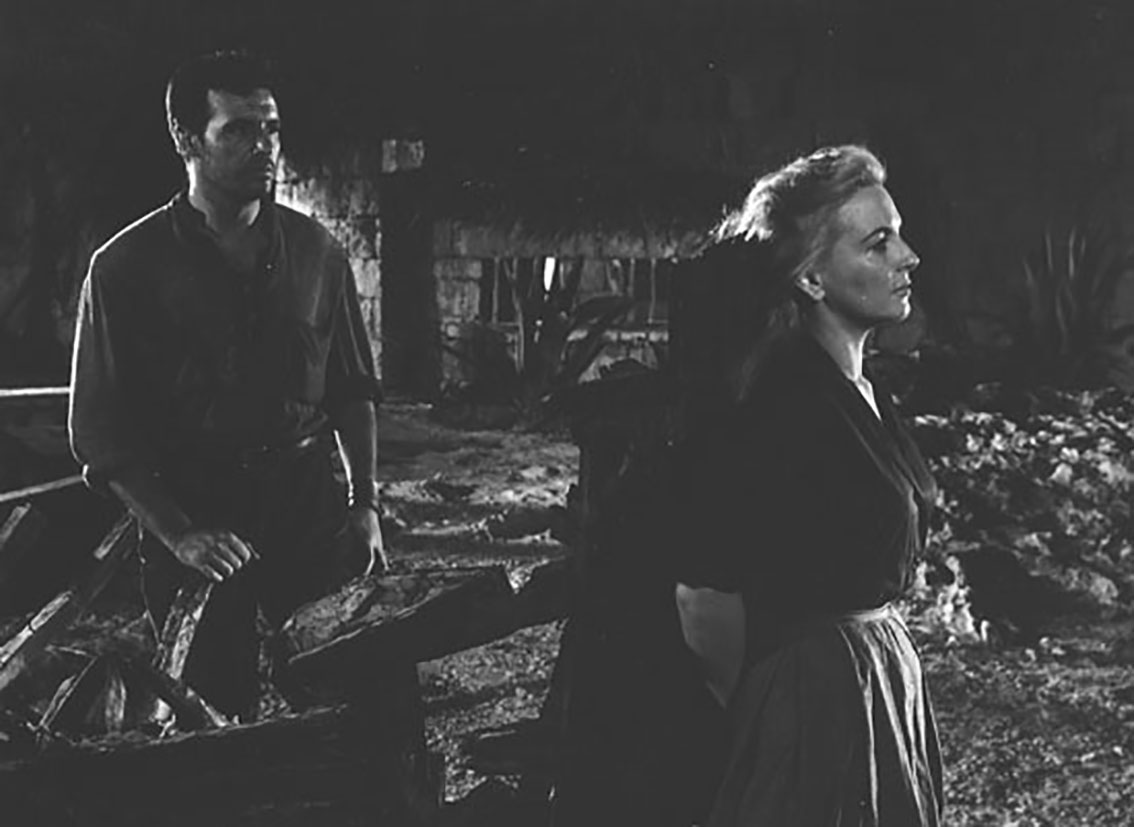
Con Francisco Rabal, en El hombre de la isla (1960).

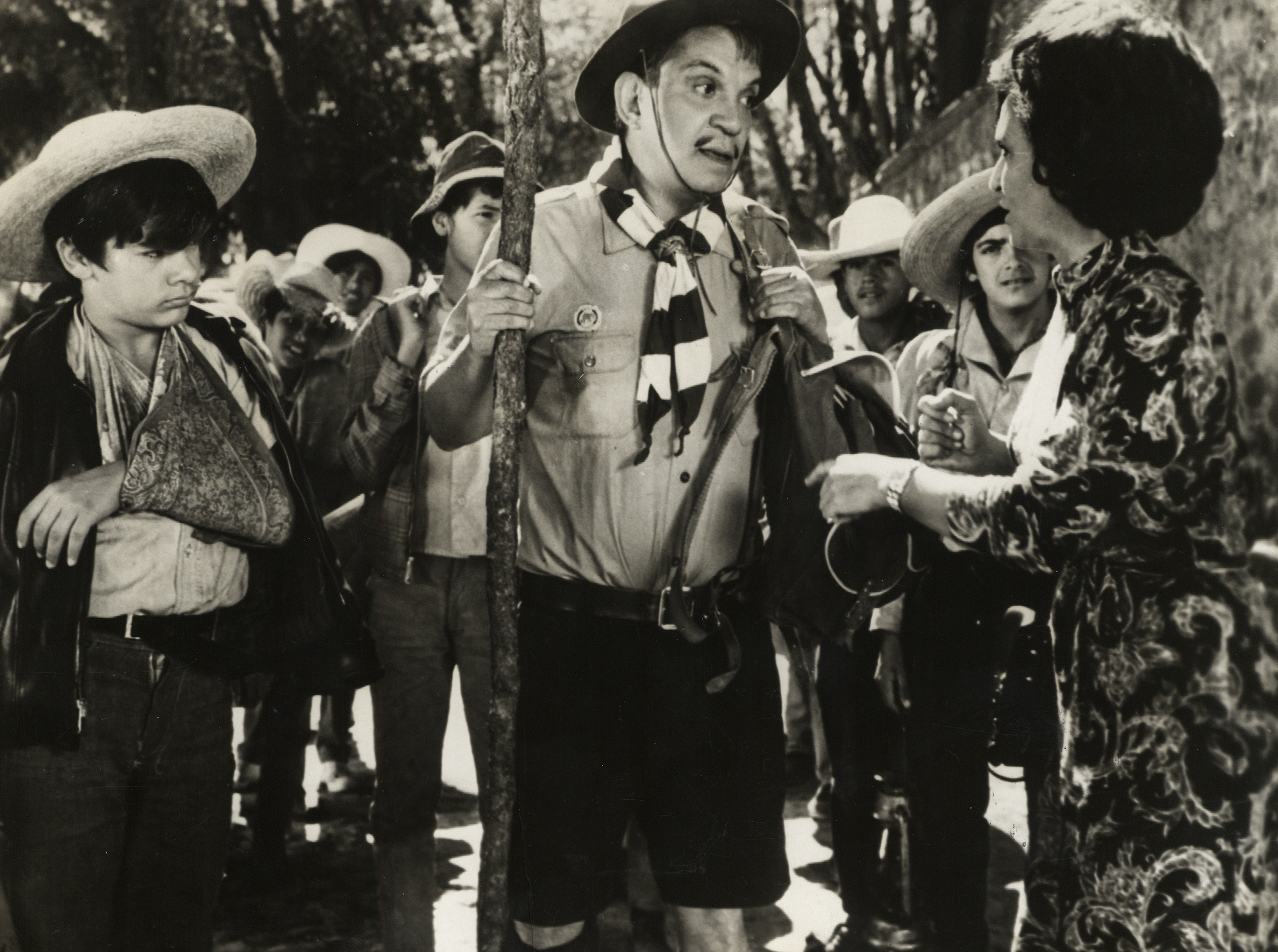
López (derecha, vestido) con Cantinflas, en El profe (1971).

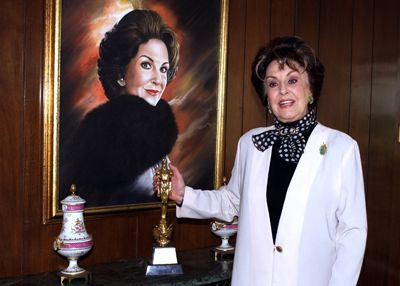
Fotografiada en 2002.

- Reclusorio (Reclusorio I) (1995) .... Licenciada Suárez
- Yo soy el asesino (1987) .... Vicenta
- La cárcel de Laredo (1983) .... Esposa de Garza
- México de mis amores (1976) .... Ella misma (documental)
- Doña Macabra (1972) .... Armida, «Doña Macabra»
- Rosario (1971) .... Rosario del Carmen Trejo de Rosell
- El profe (1971) .... Hortensia
- Cuando acaba la noche  (1969) .... Lina (coproducción con Puerto Rico)
- La agonía de ser madre (1969) .... Ana
- La muñeca perversa (1969) .... Elena
- El libro de piedra (1968) .... Julia Septién
- El día de las madres (1969) .... Rosario
- Corona de lágrimas (1968) .... Refugio Chavero
- Hasta el viento tiene miedo (1968) .... Bernarda
- Los perversos (A go go) (1965) .... Marta
- Juventud sin ley (Rebeldes a go go) (1965) .... Elisa Durán
- ¿Qué haremos con papá? (1965) .... Ramona
- Tiempo de morir (1965) .... Mariana Sampedro
- El pecador (1965) .... Olga
- Los fantasmas burlones (1964) .... Berta Sandoval
- Diablos en el cielo (1964) .... Laura
- El amor no es pecado (El cielo es de los pobres) (1964) .... María
- La sombra de los hijos (1963) .... Soledad
- Cri Crí el grillito cantor (1963) .... Margarita
- La edad de la inocencia (1962) .... Lisa
- Atrás de las nubes (1961) .... Eloísa Reina
- Sueños de mujer (1960) .... Laura (producción española)
- Navidades en junio (1960) .... Laura (producción española)
- ¿Dónde vas, triste de ti? (1960) .... Archiduquesa María Cristina (producción española)
- Melocotón en almíbar (1960) .... Sor María de los Ángeles (producción española)
- El hombre de la isla (1960) .... Bertha (producción española)
- Mi madre es culpable (1959) .... Consuelo Moreno de Manterola
- Nazarín (1959) .... Beatriz
- Cuentan de una mujer (1958) .... Patricia
- Bajo el cielo de México (1958) .... Marta
- El diario de mi madre (1958) .... Mérida Valdés
- La torre de marfil (1958) .... Juliana
- Tu hijo debe nacer (1958) .... Andrea
- Mi esposa me comprende (1957) .... Luisa
- La ciudad de los niños (1956) .... Luisa
- Feliz año, amor mío (1955) .... María
- Del brazo y por la calle (1955) .... María
- Después de la tormenta (Isla de Lobos) (1955) .... Rosa Rivero
- La tercera palabra (1955) .... Margarita Luján
- Amor en cuatro tiempos (1954) .... Marga
- De carne somos (1954) .... Linda
- Una mujer en la calle (1954) .... Lucero o Alicia
- La entrega (1954) .... Julia Yáñez
- Orquídeas para mi esposa (1953) .... Elena
- Casa de muñecas (1953) .... Nora
- Mi adorada Clementina (1953) .... Clementina abuela/Clementina nieta
- Eugenia Grandet (1952) .... Eugenia Grandet
- Un divorcio (1952) .... Cristina
- Ahora soy rico (1952) .... Margarita
- Un rincón cerca del cielo (1952) .... Margarita
- La mentira (1952) .... Verónica Castillo Blanco
- Tres hombres en mi vida (1951) .... Carmen
- Mi esposa y la otra (1951) .... Cristina
- La mujer sin lágrimas (1951) .... Beatriz
- Muchachas de uniforme (1951) .... Lucila
- Negro es mi color (1950) .... Luna o Blanca del Río
- Arrabalera (1950) .... Rosita
- Una mujer sin destino (1950) .... Soledad
- Azahares para tu boda (1950) .... Felicia
- La dama del alba (1949) .... Adela
- Amor con amor se paga (1949) .... Valentina Méndez
- Callejera (1949) .... Clara
- Un milagro de amor (1949) .... Rosita
- Medianoche (1949) .... Rosita
- ¡Arriba el norte! (1949) .... Irene, María
- La Panchita (1948) .... Panchita
- Salón México (1948) .... Mercedes López
- Dueña y señora (1948) .... Isabel
- Cartas marcadas (1947) .... Victoria
- Mi esposa busca novio (1947) .... esposa
- Soledad (1947) .... Evangelina
- El último chinaco (1947) .... Margarita Pizarro
- Vuelven los García (1946) .... Lupita Smith García
- Los tres García (1946) .... Lupita Smith García
- Con la música por dentro (1946) .... Rosita
- Mamá Inés (1946) .... Lucía Prados
- Las colegialas (1946) .... Cándida
- El hijo desobediente (1945) .... mesera del cabaret

### Televisión
- Bajo la misma piel (2003-2004) como Esther Escalante de Ortiz.
- Entre el amor y el odio (2002) como Josefa Villarreal.
- El manantial (2001-2002) como Madre Superiora.
- Aventuras en el tiempo (2001) como Urraca Valdepeña.
- Carita de ángel (2001) como Madre General Asunción de la Luz.
- La casa en la playa (2000) como Serena Rivas.
- El privilegio de amar (1998-1999) como Ana Joaquina Velarde.
- Mujer, casos de la vida real (1997) (Episodio: ¿Qué está pasando?)[11]
- Te sigo amando (1996-1997) como Montserrat.
- Lazos de amor (1995-1996) como Mercedes Iturbe.
- Alondra (1995) como Leticia del Bosque.
- La hora marcada (1989) como Martha (Episodio: Martha)[12]
- Caminemos (1980) como Aurora.
- Añoranza (1979) como Magdalena.
- Ven conmigo (1975) como Laura
- El juramento (1974)
- Las máscaras (1971) como Márgara.
- Concierto de almas (1969) como Magda.
- Cynthia (1968) como Cynthia.
- Las momias de Guanajuato (1962)

### Teatro
- Adorables enemigas (1992)

## Premios y nominaciones

### Premios Ariel
| Año  | Categoría                  | Trabajo nominado          | Resultado |
| ---- | -------------------------- | ------------------------- | --------- |
| 1993 | Ariel de Oro               | Trayectoria artística     | Ganadora  |
| 1958 | Mejor actriz               | Feliz año, amor mío       | Nominada  |
| 1956 | Mejor actriz               | Después de la tormenta    | Nominada  |
| 1955 | Mejor actriz               | La entrega                | Ganadora  |
| 1954 | Mejor actriz               | Un divorcio               | Nominada  |
| 1953 | Mejor actriz               | Un rincón cerca del cielo | Nominada  |
| 1952 | Mejor actriz               | Negro es mi color         | Nominada  |
| 1950 | Mejor actriz               | Salón México              | Ganadora  |
| 1948 | Mejor coactuación femenina | Soledad                   | Ganadora  |
| 1947 | Mejor coactuación femenina | Mamá Inés                 | Nominada  |

### Ónix de la Universidad Iberoamericana
| Año  | Categoría                  | Trabajo nominado           | Resultado |
| ---- | -------------------------- | -------------------------- | --------- |
| 1964 | Mejor coactuación femenina | Cri Crí el grillito cantor | Ganadora  |

### Premios TVyNovelas
| Año  | Categoría            | Trabajo nominado      | Resultado |
| ---- | -------------------- | --------------------- | --------- |
| 2001 | Mejor primera actriz | La casa en la playa   | Nominada  |
| 1999 | Mejor primera actriz | El privilegio de amar | Ganadora  |
| 1996 | Mejor primera actriz | Lazos de amor         | Ganadora  |

### Otros
- Premio Arlequín por trayectoria en cine, televisión y teatro (1998)[13]
- Presea Premio Quetzal - reconocimiento por Trayectoria (2002)[14]